# Triple portrait (Arrigo peloso, Pietro matto et Amon nano)
Le triple portrait d'Arrigo, Pietro et Amon (en italien : Triplo ritratto di Arrigo peloso, Pietro matto e Amon nano) est une huile sur toile d'Agostino Carracci, réalisée entre 1598 et 1600. Elle a été réalisée à Rome alors qu'il assistait son frère Annibale Carracci dans la réalisation des fresques du Palais Farnèse pour Odoardo Farnèse. Le tableau se trouve aujourd'hui au Musée national de Capodimonte, à Naples.

## Description
Auparavant identifiée à tort comme une œuvre d'art allégorique ou mythologique, Roberto Zapperi l'a plutôt identifiée comme un portrait de groupe.
Trois personnages bizarres sont représentés à l’ombre d’un chêne : Arrigo, Pietro et le nain Amon.
À droite, le jeune homme vêtu d’une simple peau de bête est Arrigo, au visage velu, souffrant d'hypertrichose. Dans le coin supérieur droit « Pietro matto » (Pierre le fou) semble lui chuchoter quelque chose à l'oreille. À gauche se trouve le nain Amon, avec un perroquet sur son épaule et un chien sous son bras droit. Au premier plan, un singe et un chiot jouent.
Récemment, grâce aux études de Roberto Zapperi, il a été possible de retracer l’identité de ces personnages, ce sont trois hommes qui ont vécu à la cour de la famille Farnèse jouant le rôle de « curiosité » : Amon le nain, Pietro le fou et Arrigo poilu. Dans les cours de la Renaissance, il était de coutume de collectionner des animaux exotiques et des êtres humains qui suscitaient l’intérêt des visiteurs pour leurs difformités ou leurs particularités physiques. En particulier, Arrigo, le jeune homme « poilu », était un personnage bien connu non seulement à Rome mais dans toute l’Europe, car il appartenait à une famille dans laquelle plusieurs membres étaient sujets à l’hypertrichose et étaient « achetés » par les familles nobles comme valets.